# Jaala
Jaala is een voormalige gemeente in de Finse provincie Zuid-Finland en in de Finse regio Kymenlaakso. De gemeente had een oppervlakte van 433 km² en telde 1924 inwoners in 2003. In 2009 werd Jaala bij Kouvola gevoegd.

## Bezienswaardig
- Hout- en kartonmolen van Verla
- Kerk van Jalaa

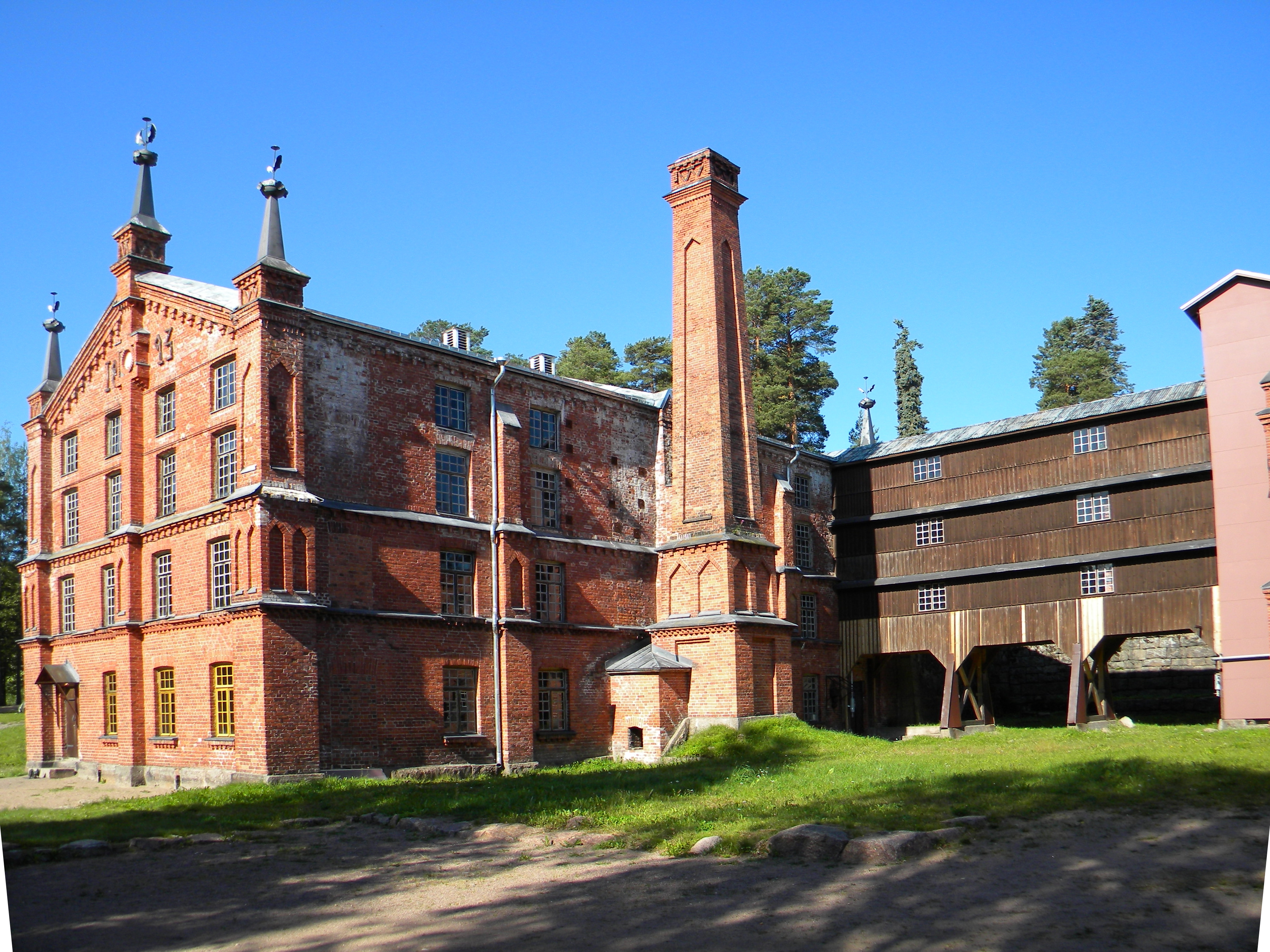
Verla, hout- en kartonmolen
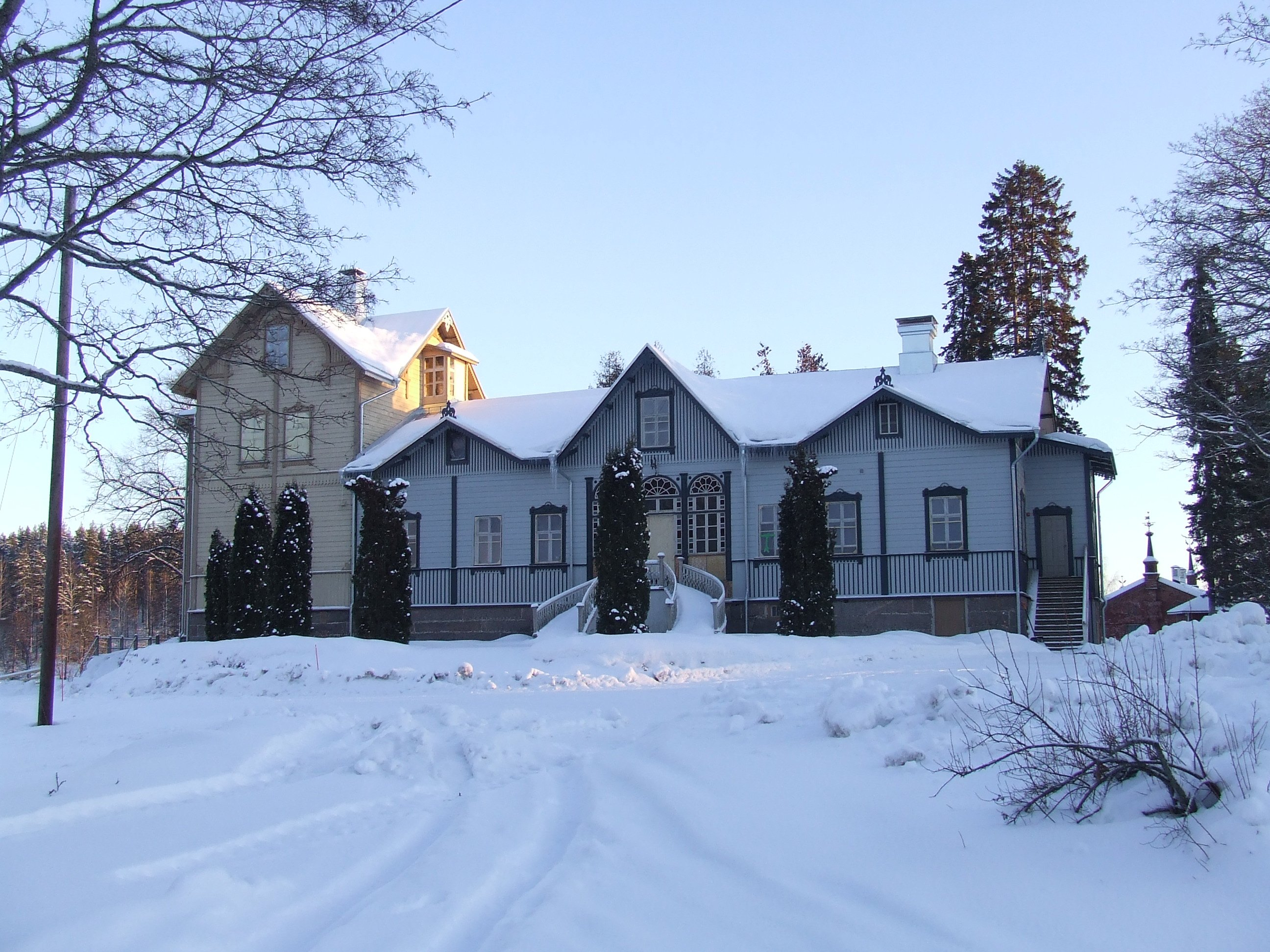
Verla, woning moleneigenaar
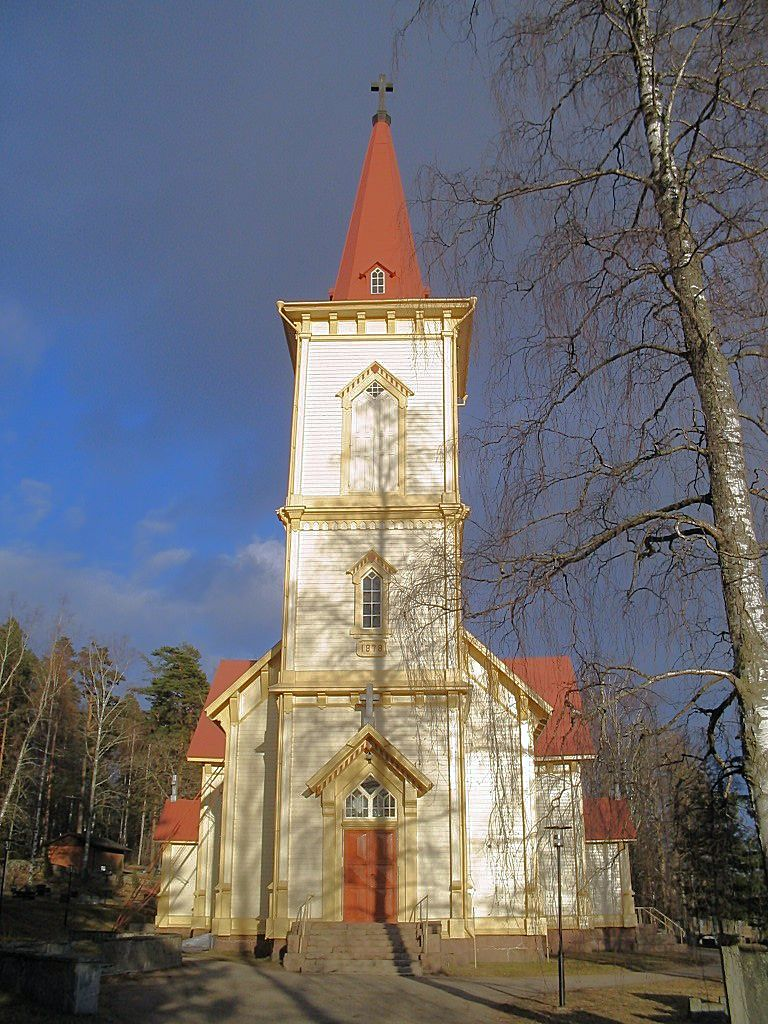
Kerk

Hamina · Iitti · Kotka · Kouvola · Miehikkälä · Pyhtää · Virolahti
Voormalige gemeenten:
Anjala · Anjalankoski · Elimäki· Haapasari · Jaala · Karhula · Kuusankoski · Kymi · Sippola · Suursaari · Tytärsaari · Valkeala · Vehkalahti